# Varanus olivaceus
Varanus olivaceus (лат.) — крупный (длина тела 180 см, масса более 9 кг) варан. Обитает только в равнинных диптерокарповых лесах в южной части островов Лусон, Катандуанес и на острове Полилло (Филиппины). Он принадлежит подроду Philippinosaurus. Он ведёт в основном древесный и очень скрытный образ жизни. Варан с северного склона горы Сьерра-Мадре (остров Лусон), как полагали ранее, относится к этому виду, пока в 2010 году не было проведено исследование, согласно которому северные популяции Varanus olivaceus являются отдельным видом, теперь известным как Varanus bitatawa.

## Питание
Он знаменит своей диетой, которая состоит прежде всего из спелых фруктов, особенно пандана. Однако также он употребляет животную пищу, включая улиток, крабов, пауков, жуков, птиц и яйца. Вараны, как правило, плотоядные животные, что делает Varanus olivaceus одним из немногих исключений в семействе варанов. Такая необычная диета может быть вызвана конкуренцией за пищу с полосатым вараном.

## Размножение
О размножении этого вида в природе мало что известно из-за его скрытности. Известно, что оптимальное время яйцекладки для этого вида может быть между июлем и октябрем, когда они делают кладки до 11 яиц в каждой. Полагают, что они откладывают яйца не в почву, а в дупла деревьев, где также предпочитают отдыхать. Только что вылупившиеся из яиц детёныши часто наблюдаются в мае-июле, и, поэтому время инкубации оценивается в срок около 300 дней. Однако в неволе было зарегистрировано, что инкубация длится в течение 219 дней.

## Угрозы и охрана
В Красной книге МСОП этому таксону присвоен охранный статус «Уязвимые виды», поскольку в течение последних 60 лет большая часть его среды обитания была уничтожена людьми, и теперь считается, что его ареал занимает площадь 20 000 км², из которых только около 2000 км² действительно заселено этими варанами. Считается, что разрушение среды обитания является не единственной причиной уменьшения популяции, на них также охотятся ради мяса и ловят, чтобы продать в качестве террариумных животных. Этот вид находится под большей угрозой, чем предполагалось ранее, ведь его северная популяция была в 2010 году выделена в отдельный вид.